# Nelchina, Alaska
Nelchina, Alaska (енгл. Nelchina) насељено је место без административног статуса у америчкој савезној држави Аљаска.

## Демографија
По попису из 2010. године број становника је 59, што је 12 (-16,9%) становника мање него 2000. године.
| Група             | 2000.      | 2010.      |
| Белци             | 64 (90,1%) | 51 (86,4%) |
| Афроамериканци    | 0 (0,0%)   | 0 (0,0%)   |
| Азијати           | 0 (0,0%)   | 0 (0,0%)   |
| Хиспаноамериканци | 0 (0,0%)   | 0 (0,0%)   |
| Укупно            | 71         | 59         |